# Улцињ
Улцињ (алб. Ulqin или Ulqini, итал. Dulcigno) је град и сједиште истоимене општине у Црној Гори. Према попису из 2023. било је 11.143 становника.
Настао је у 5. вијеку пре нове ере као једно од најстаријих насеља на јадранској обали. Римљани су га заузели 163. године пре нове ере од Илира. Подијелом Римског царства, био је дио Византије и Краљевине Србије у средњем вијеку све док га није заузела Млетачка република 1405.
Године 1571. Османско царство осваја Улцињ уз помоћ сјеверноафричких корсара послије битке код Лепанта. Утицајем исламизације локалног становништва, град је постепено постао насеље са муслиманском већином. Под Османлијама изграђени су бројни хамами, џамије и сахат-куле у оријенталном стилу. Године 1673. овдје је из Истанбула прогнан самопроглашени јеврејски месија Шабетај Цви. Улцињ је остао османски град више од 300 година све док 1880. није припао Књажевини Црној Гори.
Улцињ је данас атрактивна дестинација за туристе, нарочито због своје Велике плаже, Шаског језера, острва Ада Бојана и два миленијума старе Каљаје.

## Етимологија
Према једној теорији, Улцињ се прво звао Колхинон, по грчким колонистима из Колхиде, који су га основали. Римљани су га звали Kolhinium. Од тога Кол-хинијума касније настаје Ул-цињ. О имену Улцињ је писано у никшићким новинама „Невесиње“ из 1899. године, број 21. „Мајков. Ђ. Даничић, који је превео Мајкова, не употребљава ни Уњин ни Улцињ, него Оцињ, који и одговара старосрпском Лицин, јер се српско Л претворило у О. Прва имена мора да долазе од итал. Dulcigno. По цијелом приморју не чује се друкчије него Оцињ." Иларион Руварац у „Монтенегрини“ из 1899. г. на 72. страни помиње Оцињ и Бар. Каплан Буровић наводи податак да су Колхи основали Улцињ, а живјели су на тлу данашње Свете Горе.

## Историја
Почетком 7. вијека, византијска провинција Превалитана, којој је припадао и древни Улцињ, опустошена је од стране Авара и Словена, а домаће романизовано становништво се највећим дијелом повукло у приморске области. Иако је у то вријеме пострадао, Улцињ није сасвим запустио, већ се током 8. и 9. вијека постепено обнављао.
Почетком 10. вијека, Улцињ је још увијек био изван домашаја византијске Драчке теме, која је према сјеверу допирала само до града Љеша, али већ средином истога вијека, у вријеме настанка историографског списа De administrando imperio, Драчка тема је на сјеверу поред Љеша већ увелико обухватала и градове Улцињ и Бар, на граници према српској кнежевини Дукљи.
Почетком 11. вијека, у вријеме јачања византијске власти током позних година владавине цара Василија II (ум. 1025), Улцињ се и даље налазио у саставу Драчке теме, све до српског устанка под дукљанским кнезом Стефаном Војиславом око 1035. године, чиме је започет процес потискивања византијске власти према југу.
Крајем 12. вијека, Улцињ је заједно са осталом Зетом потпао под власт великог жупана Стефана Немање и од тада се налазио у саставу српске државе Немањића, све до друге половине 14. вијека, када је потпао под власт српске властелинске породице Балшића. Ђорђе Немањић, унук Стефана Немање је владао у Улцињу. Константин Јиричек је записао да је Ђорђе од 1208. имао краљевску титулу, али је у Улцињу 1242. столовао само са титулом princeps Dioclie.
Млечни су 1405. годие први пут освојили Улцињ, али су га већ 1412. године морали вратити Балшићима. Град је поново потпао под млетачку власт 1421. године. У вријеме када се највећи дио Зете налазио у саставу Српске деспотовине, а потом и државе Црнојевића, Улцињ је остао под млетачком влашћу.
Улцињ су 1571. године од Млечана преотеле Османлије, а град је потом утврдио злогласни гусарски вођа и алжирски вицекраљ Улуч Али, пореклом из Калабрије, као упориште за гусаре из северне Африке. Становници Улциња користили су мале, али за маневрисање погодне бродове, углавном такозване фусте (лађе с две катарке и троуглим једрима) и бавили су се истовремено и пиратством и поморском трговином. Млечани и остали јадрански суседи често су тешко могли да разликују праву намену улцињских бродова. Међутим, у 18. веку поморска трговина добија преимућство над гусарењем.
Према одлукама Берлинског конгреса 1878. Плав и Гусиње су требали припасти Књажевини Црној Гори. Услед отпора месног становништва, италијански велепосланик у Цариграду Луиђи Корти је предложио да се уместо области Плава и Гусиња Црној Гори припадне појас око Цијевне али је и ту отпор месног становништва спречио припајање ове области. Као компромисно решење, Енлези су предложили да Црна Гора добије Улцињ с приобаљем све до реке Бојане. После тога, 26. јуна 1880. године, велике силе траже од Турске да или спроведе предају области око Цијевне или прихвати нови предлог. Османлије 19. августа изражавају спремност да предају Улцињ. Улцињ је тада био град, с претежно муслиманским становништвом. Чим је објављена планирана предаја територије, у Улцињу је образован Комитет Призренске лиге који одмах преузима власт у граду. Извршене су и припреме за његову одбрану. Како османска регионална власт није ништа предузела да Улцињ преда Црној Гори, велике силе се одлучују да демонстрирају снагу своје флоте. Почетком септембра се у луци Груж (данас део Дубровника) окупља међународна флота од три француска, два енглеска, два аустроугарска, два италијанска, једног руског и једног немачког брода. Када су, поврх тога, још и Енглези запретили заузимањем Смирне здруженом флотом, турска власт је пожурила да им се прикључи и наложила обласним властима Скадра да припреме предају Улциња. Османска војска је напала Улцињ 23. новембра 1880. године и освојила га након четворочасовне борбе с трупама Призренске лиге. Црногорске трупе улазе у град 26. новембра 1880. године.
Ослобођењем Улциња од Османлија и оснивањем школе, родитељи муслиманске дјеце су гувернеру војводи Сими Поповићу рекли да више неће слати дјецу у црногорску школу, јер се у њој посрбљују, учећи српски језик. Добили су допуштење да њихова дјеца не морају ићи у школу. Касније Улцињ напушта око 200 муслиманских породица, а досељава око 150 српских.

## Демографија
У насељу Улцињ живи 7.810 пунољетних становника, а просјечна старост становништва износи 35,1 година (34,4 код мушкараца и 35,8 код жена). У насељу има 2.916 домаћинстава, а просјечан број чланова по домаћинству је 3,67.
Становништво у овом насељу веома је хетерогено.
|  |

| Демографија | Демографија | Демографија |
| Година      | Становника  | Становника  |
| ----------- | ----------- | ----------- |
|             |             |             |
|             |             |             |
|             |             |             |
|             |             |             |
| 1948.       | 4.385       |             |
| 1953.       | 4.919       |             |
| 1961.       | 5.705       |             |
| 1971.       | 7.459       |             |
| 1981.       | 9.140       |             |
| 1991.       | 11.144      | 10.025      |
| 2003.       | 12.827      | 10.828      |
| 2011.       |             | 10.707      |
|             |             |             |

| Национални састав према попису из 2003.‍ | Национални састав према попису из 2003.‍ | Национални састав према попису из 2003.‍ | Национални састав према попису из 2003.‍ | Национални састав према попису из 2003.‍ |
| --------------------------------------- | --------------------------------------- | --------------------------------------- | --------------------------------------- | --------------------------------------- |
|                                         |                                         |                                         |                                         |                                         |
| Албанци                                 | Албанци                                 |                                         | 6.658                                   | 61,48%                                  |
| Црногорци                               | Црногорци                               |                                         | 1.868                                   | 17,25%                                  |
| Срби                                    | Срби                                    |                                         | 1.168                                   | 10,78%                                  |
| Муслимани                               | Муслимани                               |                                         | 436                                     | 4,02%                                   |
| Бошњаци                                 | Бошњаци                                 |                                         | 262                                     | 2,41%                                   |
| Роми                                    | Роми                                    |                                         | 115                                     | 1,06%                                   |
| Хрвати                                  | Хрвати                                  |                                         | 48                                      | 0,44%                                   |
| Југословени                             | Југословени                             |                                         | 13                                      | 0,12%                                   |
| Мађари                                  | Мађари                                  |                                         | 12                                      | 0,11%                                   |
| непознато                               | непознато                               |                                         | 31                                      | 0,28%                                   |

| Национални састав према попису из 2011.‍ | Национални састав према попису из 2011.‍ | Национални састав према попису из 2011.‍ | Национални састав према попису из 2011.‍ | Национални састав према попису из 2011.‍ |
| --------------------------------------- | --------------------------------------- | --------------------------------------- | --------------------------------------- | --------------------------------------- |
|                                         |                                         |                                         |                                         |                                         |
| Албанци                                 | Албанци                                 |                                         | 6.520                                   | 60,89%                                  |
| Црногорци                               | Црногорци                               |                                         | 1.828                                   | 17,07%                                  |
| Срби                                    | Срби                                    |                                         | 915                                     | 8,55%                                   |
| Муслимани                               | Муслимани                               |                                         | 541                                     | 5,05%                                   |
| Бошњаци                                 | Бошњаци                                 |                                         | 241                                     | 2,25%                                   |
| Роми                                    | Роми                                    |                                         | 155                                     | 1,45%                                   |
| неизјашњени                             | неизјашњени                             |                                         | 217                                     | 2,03%                                   |

| \| \| м \| \| \| ж \| \| ? \| 13 \| \| \| 17 \| \| 80+ \| 70 \| \| \| 80 \| \| 75—79 \| 94 \| \| \| 146 \| \| 70—74 \| 159 \| \| \| 195 \| \| 65—69 \| 222 \| \| \| 246 \| \| 60—64 \| 267 \| \| \| 250 \| \| 55—59 \| 251 \| \| \| 248 \| \| 50—54 \| 349 \| \| \| 363 \| \| 45—49 \| 417 \| \| \| 395 \| \| 40—44 \| 356 \| \| \| 395 \| \| 35—39 \| 335 \| \| \| 355 \| \| 30—34 \| 335 \| \| \| 352 \| \| 25—29 \| 357 \| \| \| 370 \| \| 20—24 \| 425 \| \| \| 392 \| \| 15—19 \| 486 \| \| \| 448 \| \| 10—14 \| 459 \| \| \| 422 \| \| 5—9 \| 411 \| \| \| 417 \| \| 0—4 \| 382 \| \| \| 349 \| \| Просек : \| 352 \| \| \| 112 \| |     |  |  |     |
| |     |  |  |     |
| | м   |  |  | ж   |
| ? | 13  |  |  | 17  |
| 80+ | 70  |  |  | 80  |
| 75—79 | 94  |  |  | 146 |
| 70—74 | 159 |  |  | 195 |
| 65—69 | 222 |  |  | 246 |
| 60—64 | 267 |  |  | 250 |
| 55—59 | 251 |  |  | 248 |
| 50—54 | 349 |  |  | 363 |
| 45—49 | 417 |  |  | 395 |
| 40—44 | 356 |  |  | 395 |
| 35—39 | 335 |  |  | 355 |
| 30—34 | 335 |  |  | 352 |
| 25—29 | 357 |  |  | 370 |
| 20—24 | 425 |  |  | 392 |
| 15—19 | 486 |  |  | 448 |
| 10—14 | 459 |  |  | 422 |
| 5—9 | 411 |  |  | 417 |
| 0—4 | 382 |  |  | 349 |
| Просек : | 352 |  |  | 112 |

| Број домаћинстава према пописима из периода 1948—2003. | Број домаћинстава према пописима из периода 1948—2003. | Број домаћинстава према пописима из периода 1948—2003. | Број домаћинстава према пописима из периода 1948—2003. | Број домаћинстава према пописима из периода 1948—2003. | Број домаћинстава према пописима из периода 1948—2003. | Број домаћинстава према пописима из периода 1948—2003. | Број домаћинстава према пописима из периода 1948—2003. |
| Година пописа                                          | 1948.                                                  | 1953.                                                  | 1961.                                                  | 1971.                                                  | 1981.                                                  | 1991.                                                  | 2003.                                                  |
| ------------------------------------------------------ | ------------------------------------------------------ | ------------------------------------------------------ | ------------------------------------------------------ | ------------------------------------------------------ | ------------------------------------------------------ | ------------------------------------------------------ | ------------------------------------------------------ |
| Број домаћинстава                                      | 960                                                    | 1.056                                                  | 1.280                                                  | 1.690                                                  | 2.294                                                  | 2.892                                                  | 3.153                                                  |

| Број домаћинстава по броју чланова према попису из 2003. | Број домаћинстава по броју чланова према попису из 2003. | Број домаћинстава по броју чланова према попису из 2003. | Број домаћинстава по броју чланова према попису из 2003. | Број домаћинстава по броју чланова према попису из 2003. | Број домаћинстава по броју чланова према попису из 2003. | Број домаћинстава по броју чланова према попису из 2003. | Број домаћинстава по броју чланова према попису из 2003. | Број домаћинстава по броју чланова према попису из 2003. | Број домаћинстава по броју чланова према попису из 2003. | Број домаћинстава по броју чланова према попису из 2003. | Број домаћинстава по броју чланова према попису из 2003. |
| Број чланова                                             | 1                                                        | 2                                                        | 3                                                        | 4                                                        | 5                                                        | 6                                                        | 7                                                        | 8                                                        | 9                                                        | 10 и више                                                | Просек                                                   |
| -------------------------------------------------------- | -------------------------------------------------------- | -------------------------------------------------------- | -------------------------------------------------------- | -------------------------------------------------------- | -------------------------------------------------------- | -------------------------------------------------------- | -------------------------------------------------------- | -------------------------------------------------------- | -------------------------------------------------------- | -------------------------------------------------------- | -------------------------------------------------------- |
| Број домаћинстава                                        | 2.916                                                    | 370                                                      | 484                                                      | 441                                                      | 680                                                      | 510                                                      | 263                                                      | 112                                                      | 25                                                       | 16                                                       | 15                                                       |

| Пол    | Укупно | Неожењен/Неудата | Ожењен/Удата | Удовац/Удовица | Разведен/Разведена | Непознато |
| ------ | ------ | ---------------- | ------------ | -------------- | ------------------ | --------- |
| Мушки  | 4.136  | 1.367            | 2.615        | 103            | 34                 | 17        |
| Женски | 4.252  | 900              | 2.666        | 568            | 95                 | 23        |
| УКУПНО | 8.388  | 2.267            | 5.281        | 671            | 129                | 40        |

| Пол    | Укупно                    | Пољопривреда, лов и шумарство | Рибарство                            | Вађење руде и камена | Прерађивачка индустрија       |
| ------ | ------------------------- | ----------------------------- | ------------------------------------ | -------------------- | ----------------------------- |
| Мушки  | 1.825                     | 37                            | 5                                    | 93                   | 88                            |
| Женски | 1.000                     | 5                             | 0                                    | 17                   | 34                            |
| Укупно | 2.825                     | 42                            | 5                                    | 110                  | 122                           |
|        |                           |                               |                                      |                      |                               |
| Пол    | Производња и снабдевање   | Грађевинарство                | Трговина                             | Хотели и ресторани   | Саобраћај, складиштење и везе |
| Мушки  | 80                        | 94                            | 227                                  | 413                  | 164                           |
| Женски | 14                        | 11                            | 220                                  | 186                  | 26                            |
| Укупно | 94                        | 105                           | 447                                  | 599                  | 190                           |
|        |                           |                               |                                      |                      |                               |
| Пол    | Финансијско посредовање   | Некретнине                    | Државна управа и одбрана             | Образовање           | Здравствени и социјални рад   |
| Мушки  | 16                        | 31                            | 206                                  | 77                   | 43                            |
| Женски | 17                        | 18                            | 90                                   | 148                  | 74                            |
| Укупно | 33                        | 49                            | 296                                  | 225                  | 117                           |
|        |                           |                               |                                      |                      |                               |
| Пол    | Остале услужне активности | Приватна домаћинства          | Екстериторијалне организације и тела | Непознато            | Непознато                     |
| Мушки  | 71                        | 0                             | 0                                    | 180                  | 180                           |
| Женски | 30                        | 0                             | 2                                    | 108                  | 108                           |
| Укупно | 101                       | 0                             | 2                                    | 288                  | 288                           |

## Познате личности
- Ђурађ II Страцимировић Балшић, господар Зете, књаз Хвара и Корчуле
- Шабетај Цви, рабин и оснивач јеврејске шабетијанске секте, умро у Улцињу 1676. године
- Каплан Буровић, српски књижевник и албанолог
- Дритан Абазовић, црногорски политичар и политиколог, Предсједник Владе Црне Горе (2022-2023)
- Адриан Љуљђурај, албански пјевач, представник Албаније на Евровизији (2013)
- Ризо Шурла, црногорски фотограф, глумац и југословенски партизан, најпознатији афро-црногорац и афро-албанац
- Пјетер Ђока, албански филмски и позоришни глумац
- Хајро Чакули, албански новинар и књижевник
- Мујо Чакули, официр албанске краљевске војске, народни херој Албаније
- Лика Цени, османски гусар
- Антонио Бруни, млетачки, папски и османски шпијун
- Вартоломеј Брути, албански дипломата, шпијун, преводилац и трговац у служби Млечана, Шпанаца, Хабзбурговаца, Енглеза, Молдаваца, Пољака и Осмалнија
- Божидар Ђурашковић, југословенски тркач, освајач златне медаље на Медитеранским Играма у Египту (1951)
- Резарт Цунгу, црногорски тенисер
- Рок Коља Мирдита, надбискуп тиранско-драчке надбискупије
- Џемал Перовић, црногорски политички и грађански активиста

## Стари град
Стари град Улцињ налази се на обали града Улциња у центру града, поред градске плаже.  Најранији трагови воде до праисторијског времена кад је Улцињ припадао Илирима, народу индоевропског порекла. Улцињски Стари град су основали још у 5. веку п. н. е. Колхиђани због чега је првобитно и добио име Колихиниум. У 2. веку (163 год п.н.е) освајају га Римљани од илирског племена Олцинијатас и тадашњи древни град Колихиниум постаје Олцинијум када добија и посебан статус, као град са нарочитим привилегијама, а касније и као град са самосталним статусом. Данас на простору Старог града претежно живе Албанци, али је такође туристички атрактивна локација са доста ресторана и апартмана.

### Историја
Миленијумско трајање града оставило је бројне трагове и разноврсно културно наслеђе. Постојање таквог културног наслеђа, које припада различитим епохама и народима, чине Улцињ „мозаиком цивилизација". Најзначајнији културно-историјски споменик Улциња је Стари град, чији најстарији остаци потичу из грчко-илирског периода. Ради се о остацима зида од великих, карактеристично обрађених и сложених камених квадера, тв. киклопских зидова. Сачувани остаци архитектуре из једног бунара смештеног у доњем делу града, указују да је у 6. веку нове ере овде извршено неколико значајних грађевинских захвата. У том периоду град је добио и две капије - једну са истока, у доњем делу, од мора, док је друга била изграђена на западној страни, у горњем делу, од копна. Распоред очуваних улица из тог времена указује на чињеницу да је Улцињ тада припадао тв. пергамском урбаном типу, што значи да су куће, тргови, улице и друге јавне граде биле слободно планиране у зависности од услова које је пружао терен, а не по некој устаљеној шеми. Током словенских сеоба урбано језгро Улциња претрпело је знатна оштећења, да би након тога дошло до обнављања оштећених градских зидина и објеката унутар њих.
За време позног средњег века у улцињском старом граду урбанистички развој диктирала је млетачка власт, која је од 15. века владала овим подручјем. Из тог времена очувани су делови градских бедема, као и један број објеката са аркадама, према мору, који су по мишљењу истраживача остатак градске лође или могуће, кнежевог двора. Све то указује на чињеницу да је највећи део градских бедема из млетачког периода, те да су у том стању османлијске војне снаге наследиле улцињско урбано језгро 1571. године. У периоду Османске власти градско језгро је употпуњено војним објектима, попут барутана, и бројним стамбеним и јавним грађевинама.
Стари град језгро је богате културно-историјске баштине Улциња. Сачувани остаци предмета из античког периода - постоље са натписом посвећеним грчкој богињи Артемиди, античка камеја са представом богиње Атине са кацигом, две секире из бронзаног доба, јонски капител.., довољно говоре о томе да Улцињ има „древну историју". Откопани делови Мале цркве која потиче из 9. века, делови натписа на циборију писани латинским језиком и мноштво других предмета, јасно говоре о почетцима верског живота на подручју Улциња. Поред ових цркава вредно је споменути и цркву Св. Јована Улцињског подигнуту 1290. године, затим цркву Св. Доминика и Св. Сигурате из 1394. године, цркву Св. Михаила из. 1406. године и цркву Св. Петра из 1423. године. Раскошно здање у старом граду, „Палата Венеција", у време Млетачке републике било је седиште управитеља града. Због њене лепоте и функционалности и каснији управитељи су тај објекат користили као двор. Недалеко од Палате Венеција, на јужном платоу Старог града, налази се здање које се назива “Двори Балшића”. Оба ова ексклузивна објекта сада служе за изузетно угодан смештај и боравак гостију и посетилаца Улциња.

#### Кула Балшића
У непосредној близини Палате Венеција, налази се велико здање познато под именом Кула Балшића. Ова грађевина потиче из 14. века и припада најрепрезентативнијим објектима средњовековне архитектуре на тлу Црне Горе. На последњем спрату Куле очувана су два јеврејска олтара пред којима је смрт затекла једног од заповедника Улциња - чувеног Мехмед-ефендију (1626-1676), који се пре него што је примо ислам звао Сабатеј Цеви. Овај познати реформатор Талмуда (свете јеврејске књиге) је у Старом граду пронашао своје последње уточиште и мир, најчешће боравећи у Кули Балшића. У књижевним делима Сабатеј Цеви живи и данас. Његов лик појављује се у роману нобеловца Исака Башевиса Сингер. На горњем, највишем платоу Куле Балшића уздиже се Цитадела са моћном кулом, која доминира не само Старим градом, већ читавом околином. Традиција је приписује последњим Балшићима, моћној породици из околине Скадра, чија је престоница Улцињ био крајем 14. и почетком 15. века. Османлије су преуредили и подигли трећи спрат Куле Балшића и кугласти свод у приземљу. Са три стране ова грађевина гледа на море. Она несумњиво представља један од најрепрезентативнијих објеката средњевековног градитељства у Црној Гори. Сада углавном служи као галерија или простор где се одржавају песничке вечери. Испред Куле Балшића налази се Мали или Трг робова. Ограђен је волтовима, у улцињском крају познатим под именом казамати, јер је од средине 17. века Улцињ постао значајна пијаца робова које су заробљавали улцињски гусари.

##### Трг робова
Већина робова били су из Италије и из Далмације. Улцињски гусари су на обалама Апулије и Сицилије углавном пљачкали богате виле, а са собом су одводили њихове власнике које су потом продавали као робове. Улцињани су робове држали као заробљенике и нису се њима користили као радном снагом, већ да би добили откуп од сродника, пријатеља или земљака ухваћених људи. За то им је било потребно да омогуће робовима да се јаве својим кућама или рођацима, како би породица или општина сазнали да се њен члан налази у ропству у Улцињу како би дошли да га откупе. Од средине 18. в. мењају се и укуси, па дворани све више траже робове из Африке. Своје робове Улцињани су често куповали на обалама северне Африке. Они би потом били препродавани или довођени у Улцињ, где би убрзо постајали слободни грађани и бавили се земљорадњом и поморством. Мала заједница њихових потомака живи и данас у Улцињу. У близини је и високи зид, познатији као Балани. Он потиче из млетачког периода. Мало даље је и турска осмоугаона барутана из 18. века. У Старом граду изграђен је за време османске управе велики број објеката за јавну употребу хамами, чесме, џамије, текије итд.

###### Култ воде
У Улцињу је одувек постојао култ воде. Верује се да је лик Биндуса, илирског бога воде и мора, уклесан у зидине Старог града. Многе чесме су изграђене не само за потребе људи, већ и за душе умрлих. Легенда каже да је било боље градити чесму него сакрални објекат, па је тако Улцињ својевремено имао више од тридесет чесми, од којих је данас остала само половина. Чесме су као задужбине градили појединци. Израђене су од камена и украшене урезаним тарихом. Улцињске фонтане својом лепотом красе град. Биле су хармонично прилагођене средини у којој су изграђене. На натпису се налази име добротвора који је саградио чесму, обично са жељом и поруком да они који добију прилику да из ње попију само гутљај воде, помолите се за њега и пожелите му место у дивном Џенату. Чесма у Старом граду подигнута је 1749-50. Вода је узимана са 600 метара северозападно од тврђаве, у близини места званог Јавор. На овом месту је постојао велики број резервоара у којима се сакупљала кишница коју би у случају опсаде користили грађани Старог града. Крони и занаве – „вилинска вода“, која се налази на северозападној страни у Валданосу, чесма о којој се најчешће пева у Улцињу. Много је прича и легенди о овој благотворној и чудесној води. У улцињским маслињацима има још десет лепо направљених извора воде: Бегов, Мустафес, Доцинес, Салкикинес, Морнарски итд. У боровој шуми је чувена Женска плажа са својим сумпорним изворима, који су наводно еликсир за неплодне жене. Лекари са простора бивше Југославије препоручивали су деци са астмом да ујутру прошетају улцињском боровом шумом и испирају грло морском водом.

###### Гусарење
Поред трговине и поморства, карактеристична појава у историји Улциња и његовог Старог града, под османском влашћу било је гусарење. Управо власт која је гусарење омогућила, била је седамдесетих година 18. века приморана да га искорени. На такву одлуку приморао их је политички споразум са једном великом хрисанском силом. Након мировног уговора између Русије и Османског царства у Кучук- Кајнарџију (1774), Порта се обавезала да ће предузети све мере да унисти гусарење на Јадрану. Ипак, судећи према неким вестима са краја 18. века, на Јадрану је и даље било улцињских гусара. Како би обуздале њихове акције, Махмуд-паша Бушатлија је морао да на превару, у луци Валданос, потопи улцињске лађе. Тежак пораз улцињски гусари су претрпели и у грчком ослободилачком рату од 1821. до 1829. године, након чега су трговачки бродови знатно слободније пловили важним трговачким путевима. Снажан ударац улцињском бродарству задат је након 1870. године када је почела нагло да слаби изградња бродова на једра и да се развија парабродска пловидба. Последњи једрењак под именом „Надежда" саграђен је у улцињском бродоградилишту 1878. године.
На пространом делу Старог града, код светионика, на великој тераси, налазе се отворени „прозори" који излазе тачно на Јадранско море. По легенди, са тих прозора, скочиле су девојке (робови) како би побегле од гусара.

## Партнерски градови
Улцињ је побратимљен са сљедећим градовима:
- Пећ, Србија
- Силви, Италија
- Статен Ајленд, Њујорк, САД
- Огрођењец, Пољска
- Кајл, Луксембург

## Галерија
- Стари дио Улциња